# コロラド・プレーンズ地方空港
コロラド・プレーンズ地方空港（コロラド・プレーンズちほうくうこう、Colorado Plains Regional Airport、(IATA: AKO, ICAO: KAKO, FAA LID: AKO)）は、アメリカ合衆国コロラド州ワシントン郡の町アクロンの領域の北部に位置する公共空港。この空港は、デンバーから北東に、およそ 115マイル (185 km) の位置にある。

## 施設と空港
コロラド・プレーンズ地方空港は、面積およそ 639エーカー (259 ha) で、標高は海抜 4,714フィート (1,437 m) である。滑走路は、11/29 方向の1本だけで、長さは 7,000 by 100 ft (2,134 by 30 m) あり、アスファルト舗装されている。
2006年3月31日までの12か月の間、この空港には 21,220回の発着があり、1日平均では58回となる。その 99% はゼネラル・アビエーション、1% はエアタクシーで、軍事航空と定期便はそれぞれ 1%未満であった。当時、この空港を本拠とする航空機は 17機で、その 88% は単発機、12% は双発機以上であった。
空港にあるサービス施設では、TSNT Storage （格納庫、駐機場）、燃料(100LL, JET A1)、ホテルの無料送迎車、公衆電話、FBOにおけるコンピュータ化されたWXプランニング、航空機や格納庫のレンタル、飛行訓練、空中散布（4月〜10月）などの機能が提供されている。